# Airborne Launch Assist Space Access
Airborne Launch Assist Space Access ou ALASA est un projet abandonné de lanceur aéroporté développé à l'initiative de la DARPA, l'agence de recherche du département de la Défense des États-Unis. Il devait permettre la mise sur une orbite basse d'une charge utile de moins de 45 kilogrammes avec un préavis de 1 jour et pour un coût inférieur à 1 million US$. Les développements ont débuté en 2012. Six sociétés ont été sélectionnées pour développer leur proposition. En 2014 la solution proposée par la société Boeing qui repose sur l'emport du lanceur par un chasseur F-15 standard a été retenue. Un premier lancement était attendu pour fin 2015 mais le programme est abandonné à cette date.  

## Description
Le lanceur aéroporté présente de nombreux avantages : diminution de 10 % du delta-V nécessaire  pour la mise en orbite basse grâce à la vitesse initiale acquise et un point de départ situé au-dessus des couches denses de l'atmosphère, flexibilité de la zone de lancement, sensibilité réduite par rapport aux conditions météorologiques, infrastructures au sol réduites. La DARPA souhaite développer un lanceur pour micro satellites exploitant l'ensemble de ces avantages. Le budget alloué au projet est de 164 millions US$. 
Le cahier des charges du lanceur ALASA est le suivant :
- Le lanceur doit pouvoir placer en orbite basse une charge utile de 45 kg sur une orbite basse
- Cout de lancement plafonné à 1 million US$
- Lancement possible avec un préavis de 24 heures
- La solution doit reposer sur un lanceur tiré depuis un avion en vol

Le lanceur développé devrait être utilisé pour placer en orbite les 24 micro-satellites (environ 20 kg) du programme SeeMee de la DARPA qui doivent fournir des images d'une résolution de 1 mètre.

## Historique du projet
Le projet a été annoncé en 2011 et six sociétés ont été sélectionnées en juillet 2012 pour développer leur concept dans le cadre de la phase 1 du projet d'une durée de 18 mois. 46 millions US$ ont été alloués aux concurrents :
Trois sociétés ont été sélectionnées pour leur proposition de système de lancement complet : 
- Boeing  reçoit 4,5 million US$
- Lockheed Martin   reçoit 6,2 million US$
- Virgin Galactic

Trois sociétés ont été sélectionnés pour le développement de technologies clés qui pourra être incorporée dans les solutions précédentes
- Northrop Grumman reçoit 2,3 million US$
- Space Information Laboratories reçoit 1,9 million US$
- Ventions (en)   reçoit 1 million US$

En mars 2014 Boeing est sélectionné pour la phase 2 du projet pour laquelle est alloué un budget de 30,6 millions US$ avec une option de 72 millions US$. Le premier lancement alors prévu au plus tôt fin 2015 est précédé de tirs d'un lanceur plus petit baptisé  Small Air Launch Vehicle to Orbit (SALVO) destiné à mettre au point des technologies utilisées ainsi que le processus de lancement. 12 tirs  sont prévus pour la qualification du lanceur développé par Boeing avant que celui-ci ne soit déclaré opérationnel.
À la suite de deux explosions provoquées par le carburant pour fusée NA-7 utilisé par Boeing, le programme est annulé en novembre 2015.

## Caractéristiques du lanceur proposé par Boeing
Le lanceur aéroporté doit être tiré par un chasseur F-15E Strike Eagle non modifié à une altitude d'environ 12 000 mètres. Le lanceur long de 7,4 mètres utilise les mêmes interfaces que les missiles montés habituellement sur le chasseur. La propulsion des deux étages du lanceur est assurée par 4 moteurs-fusées à ergols liquides  placés de manière non conventionnelle au sommet du lanceur immédiatement en dessous de la charge utile. Les moteurs sont communs aux deux étages et le premier étage largué ne comprend donc que des réservoirs. L'ergol utilisé est un mélange d'acétylène et de protoxyde d'azote stocké dans un réservoir unique. Le choix de ce carburant dont l'impulsion spécifique est proche du mélange kérosène/oxygène est destiné à simplifier le déroulement du lancement. Appelé NA-7, les explosions de ce carburant lors de deux essais en 2015 ont conduit à l'abandon du programme.